# Drosophila heteroneura
Drosophila heteroneura är en tvåvingeart som först beskrevs av Perkins 1910.  Drosophila heteroneura ingår i släktet Drosophila och familjen daggflugor.
Artens utbredningsområde är Hawaii.